# La Fita (Àger)
La Fita és una serra situada al municipi d'Àger a la comarca de la Noguera, amb una elevació màxima de 964 metres.